# المعتضد بن عباد
المعتضد بالله أبو عمرو عبَّاد بن محمد بن إسماعيل اللخمي (407 هـ/1016 - 461 هـ/1069م) ثاني ملوك بني عباد على إشبيلية في الأندلس خلال عصر ملوك الطوائف. خلف المعتضد أباه أبا القاسم بن عباد، ونجح في توسيع الإمارة غرباً لتضمَّ لبلة ولبة وجزيرة شلطيش، ثم خاض صراعاً مع طوائف البربر في الجنوب حتى ضمَّ قرمونة ومورور ورندة وأركش والجزيرة الخضراء، وأخيراً استولى على قرطبة. يوصف المعتضد بأنه كان حاكماً شهماً مهيباً قوياً صارماً، وإن كان مستبداً. فقد اعتقل الكثير من قادته وقتلهم، ويُروَى أنه قتل ابنه البكر إسماعيل بيديه حين تآمر عليه. وقد أراد توحيد الأندلس تحت حكمه، فدخل في العديد من الصراعات مع ملوك الطوائف الآخرين بالأندلس. تزوج المعتضد من ابنة مجاهد العامري صاحب دانية، وكانت له نحو سبعين جارية، وورث الحكم عنه ابنه محمد المعتمد على الله.

## توليه الحكم
كان الغالب أن الذي سيرث حكم دولة بني عبَّاد عن أبي القاسم بن عباد هو ابنه إسماعيل، الذي خاض معظم حروب والده في سبيل توطيد أركان الدولة. إلا إنَّ إسماعيل قتل أثناء إحدى المعارك، فآل أمر حكم الدولة إلى أخيه عبَّاد، وكان حينئذ في السادسة والعشرين من عمره. لُقِّب عباد أولاً بلقب فخر الدولة حاجب الخليفة هشام المؤيد بالله، ثم تغيَّر لقبه فيما بعد إلى المعتضد بالله. وأصبح لاحقاً أقوى ملوك الطوائف على الإطلاق، فعُرِفَ بدهائه وشدته وقسوته، وكان أول ما فعله عقب تولّيه الحكم تصفية وزير والده حبيب،
 ثم أخذ باضطهاد قادة والده والتنكيل بهم، ومنهم زميلا والده في القضاء أبو عبد الله الزبيدي وأبو محمد عبد الله بن يريم. ورغم شهرته بالشجاعة والإقدام، وتشبيهه أحياناً بالخليفة العباسي أبي جعفر المنصور، لم يقد المعتضد جيشه بنفسه إلى الحرب سوى مرتين طوال حياته. عاش المعتضد في الحكم حياة بذخٍ وترف، فكان يبني القصور ويشيد الأبنية ويقتني الملابس الفاخرة، وكذلك حرص على تدريب جيشٍ قوي لحماية مملكته.

## حوادث
يُروَى عنه أنه سلب رجلاً ضريراً ماله، فهاجر الرجل إلى مكة، وسمعَ المعتضد أنه يدعو عليه هناك، فأرسل من يدسُّ له السم ويقتله. ويُروَى كذلك أن أحد المؤذنين هرب منه إلى طليطلة، وأخذ يدعو عليه من على المنبر فيها، فأرسل من قتله وجاء له برأسه. وقد سكر مرة، فأخذ غلاماً له، وخرج وهو مخمورٌ إلى قرمونة، وكان يحكمها إسحاق البرزالي، وكان بينهما عداوة كبيرة، إلا إنَّه استأذن ودخلها وكان إسحاق هو الآخر مخموراً، وأقام المعتضد عنده. وفي المساء، تشاور وجهاء قرمونة وفكروا بقتله، إلا إنَّ رجلاً يدعى معاذ بن أبي قرة منعهم، فقال: «كلا. رجلٌ قصدنا، ونزل بنا مستأمناً، لا تتحدث عنا القبائل أنا قتلنا ضيفنا». وبعد ذلك استيقظ المعتضد، وعندما أمَّنوه استدعى غلامه وأوصى لكلِّ منهم بمالٍ وأحصنةٍ وعبيد، ثم دعاهم إلى إشبيلية، فغدر بهم وقتلهم جميعاً، إلا معاذ بن أبي قرة، إذ قال له «لم ترع، حَضِرَتْ آجالُهُم. ولولاك، لقتلوني. فإن أردتَ أن أقاسمك ملكي، فعلت»، إلا إنَّه اكتفى بالإقامة عند المعتضد، فجعله المعتضد أحد أكبر قادته ورجال دولته. كان لدى المعتضد لوح من الخشب في قصره يُعلِّق عليه رؤوس قادته ورجاله المُعدَمين، ويقال أن غلاماً دخل عليه مرة دون استئذانٍ فأمر بإعدامه، وأنه سمع جارية تقول: «الموت والله أحسن من سكنى هذا القصر»، فأمر بدفنها حية. وسُئِل وزيره ابن زيدون عن كيفية نجاته من فتك المعتضد طوال حياته، فقال: «كنت كمن يمسك بأذني الأسد، ينقي سطوته تركه أو أمسكه»، وقال عنه بعد موته:
وممَّا يحكى من دهاء المعتضد، أنه أرسل جاسوساً إلى قرمونة ليوافيه بأخبارها، ثم أراد أن يرسل إليه رسالة، فجاء برجلٍ يُعرَف بالبله من أهل إشبيلية وأعطاه ثوباً خيطت به الرسالة، وأمره بالذهاب إلى قرمونة، وجمع بعض الحطب من ضواحيها، فإن وصل إلى سوق الحطابين بها لا يرضى ببيعه إلا لمن يعرض عليه خمسة دراهم. وعندما فعل الرجل ووصل إلى قرمونة، طلب خمسة دراهم لقاء الحطب، صار كل من في السوق يسخرون منه، حتى جاء جاسوس المعتضد فعرض عليه خمسة دراهم فرضي، وأخذه إلى منزله. وبينما كان الرجل نائماً أخذ الجاسوس ثوبه، ففتقه وأخذ الرسالة وقرأها، ثم كتب إجابة عليها وخاطها من جديدٍ ووضعها في ثوب الرجل، فعاد هذا إلى المعتضد بإشبيلية وسلَّمه الثوب، دون أن يعلم شيئاً ممَّا حصل.

## صراعه مع إمارات البربر
تابع عبَّاد المعتضد حرب والده أبي القاسم ضد طوائف البربر، واتخذ موقفاً موالياً للعرب في حروبه، وكان من أسباب ذلك أن منجّميه تنبؤوا بأن حكم عائلته سينتهي على أيدي رجالٍ من خارج الأندلس، وكان ذلك يجعله يتخوَّف من البربر. تمكَّن عقب كمينٍ في عام 434 هـ من القضاء على حاكم قرمونة محمد بن عبد الله البرزالي، فخلفه ابنه إسحاق، واستمرَّ صراعه مع المعتضد. وكذلك خاض الحرب مع ابن طيفور عام 436 هـ، فسلب منه مدينة مارتلة، ثم هاجم أبي نصر الفتح بن يحيى اليحصبي صاحب لبلة، إلا إنَّ الأخير استنجد بالمظفر بن الأفطس أمير بطليوس، فأنجده بجيشٍ قوي وتمكَّن من التغلُّب على المعتضد وإبعاده عن لبلة. وأخذ ابن الأفطس بعد ذلك بتشكيل حلفٍ بربري من ملوك الطوائف لمقاومة توسع المعتضد، فتحالف مع باديس بن حبوس صاحب غرناطة ومحمد بن إدريس المهدي بالله صاحب مالقة ومحمد بن القاسم المهدي بالله صاحب الجزيرة الخضراء، فيما وقف أبو الوليد بن جهور حاكم قرطبة موقف المتخوّف من هذا الصراع، فحاول التوفيق بينهم وبين المعتضد وتحذيرهم من العواقب، إلا إنَّ كلا الطرفين تجاهلا تحذيراته.
بدأ ابن الأفطس وحلفاؤه بحشد جيوشهم، إلا إنَّ المعتضد باغتهم بمهاجمة ريف بطليوس في الوقت الذي كان ابن الأفطس بعيداً فيه عنها، وزحف نحو لبلة وهاجم أعداءه قربها، لكن ابن الأفطس تمكَّن من تنظيم صفوفه فشن هجوماً مضاداً على المعتضد ومنّاه بهزيمة كبيرة في عام 439 هـ (1047م) ودفعه للتراجع من المنطقة، ثم تقدم ابن الأفطس مع حلفائه فبلغ ضواحي إشبيلية وأخذ بتخريبها وتدميرها. رغم ذلك، تمكن المعتضد في النهاية من استمالة صاحب لبلة (ربما لكونه عربياً)، فانقلب على ابن الأفطس وتحالف مع المعتضد. وعندما رأى ابن الأفطس ذلك أرسل فرسانه إلى لبلة لمهاجمتها، فاستنجد الفتح بن يحيى بالمعتضد، وبادر هذا إلى إرسال ابنه إسماعيل على رأس جيشٍ للدفاع عنها، ثم توجَّه جيشه لمهاجمة يابرة التابعة لبني الأفطس. غضب ابن الأفطس وإسحاق البرزالي صاحب قرمونة ممَّا حصل، فحشدا جيشاً وتوجَّها للقاء المعتضد، والتقيا معه، فهُزِما هزيمة ساحقة، وخسرا 3,000 قتيل، منهم إسحاق نفسه. تراجع المظفر بن الأفطس بعد الهزيمة إلى بطليوس، فتحصَّن فيها وانتظر المعتضد، إلا إنَّ ابن جهور أمير قرطبة تمكَّن من التوصل إلى صلحٍ بين المعتضد والمظفر في عام 443 هـ، انتهت الحرب على إثره.
لم يوقف المعتضد توسُّعاته، فعاد لمهاجمة حليفه الفتح بن يحيى في لبلة، وانتزعها منه بعد أن دَّمرها وقتل جندها وسبى الكثيرمن أهلها، وكان ذلك في عام 445 هـ (1053م)، ثم انتزع طائفة ولبة وجزيرة شلطيش من عبد العزيز البكري بعد أن باعه هذا الأخير سفنه وأملاكه لقاء عشرة آلاف مثقالٍ من الذهب، وهرب كلا هذين الأميرين بعد ضياع ملكهما إلى قرطبة. ثم حوّل انتباهه إلى مدينة شلب الواقعة تحت حكم بني مزين. فضرب جيش إشبيلية - بالقيادة الشكلية للمعتمد بن عبَّاد حاكم إشبيلية اللاحق - حصاراً على شلب، وشهدت المدينة مقاومة عنيفة، إلا أنَّها سقطت في نهاية الأمر، وأُسِرَ حاكمها، وعيَّن المعتضد ابنه محمد المعتمد والياً عليها بعد ذلك. عقب سقوط شلب، توجَّه جيش المعتضد صوب شنتمرية الغرب، فأخذها من صاحبها محمد بن سعيد بن هارون عام 443 هـ، وضمَّها مع شلب في ناحية واحدة تحت حكم المعتمد. ثم أرسل جيشاً للاستيلاء على رُندة، وهي مدينة حصينة تقع على جبل مرتفع، إلا إنَّها سقطت إثر ثورةٍ من داخلها قادها عرب المدينة ضد حكامها البربر، فقُتِل حاكمها أبي نصر اليفرني، وسقطت بيد المعتضد، فسرَّ بذلك حتى كتب عن سقوطها شعراً قال فيه:
استمرَّت حملة المعتضد، فاستولى على أركش وشذونة في أواخر عام 458 هـ (1066م)، وفي نفس العام انتزع مورور من عماد الدولة مناد بن محمد بن نوح الدُمري الذي آواه في إشبيلية بعد إسقاط مملكته، واستولى كذلك على شريش. وقد أثارت أنباء هذه الهزائم للبربر غضب باديس بن حبوس صاحب غرناطة، خصوصاً بعد أن توافد النازحون البربر من هذه المدن إلى غرناطة عقب سقوطها بيد المعتضد، والذين رفض المعتضد عودتهم إلى مدنهم، بينما رفض باديس استقرارهم بغرناطة. خرج باديس إثر ذلك على رأس جيشه وتوجَّه إلى إشبيلية، وخاض عدة معارك مع المعتضد، رغم أن المصادر التاريخية لا تذكر الكثير عن تفاصيلها. في عام 459 هـ (1067م)، بسط المعتضد سيطرته على قرمونة، بعد أن تغلَّب على حاكمها العزيز بن محمد البرزالي، ثم وفي عام 450 هـ، استولى على الجزيرة الخضراء من الواثق بن حمود، لتنتهي بذلك دولة بني حمود في الأندلس.
أرسل المعتضد في عام 458 هـ (1066م) ابنيه المعتمد وجابر على رأس جيشٍ لفتح مالقة من بني زيري، فحاصراها، إلا إنَّ المدينة قاومت مقاومة شديدة، وبحسب إحدى الروايات فقد سقطت في أيدي المعتمد وأخيه لفترةٍ قصيرة، لكن سرعان ما جاءها بعد ذلك باديس بن حبوس بقوَّة للنجدة وخاض مع بني عبَّاد معركة شديدة، فقتل وأسر الكثير منهم، وفرَّ المعتمد وجابر مع ما بقي من جيشهما إلى رندة. وقد غضب المعتضد كثيراً من ابنيه لهزيمتهما، فكتب إليه المعتمد من رندة أطول قصائده على الإطلاق ليستعطف والده، وفاتحتها:
كان المعتضد خائفاً كرباً في أيامه الأخيرة، حيث خشي على عرشه من الضياع. فبعد أن قضى على طوائف البربر (الذي اعتقد أنهم مصدر نبوءة منجّميه التي تقول أن عرشه سيسقط على يد رجالٍ من خارج الأندلس) سمع بأخبار ظهور دولةٍ جديدةٍ في المغرب من الملثمين، وعندما سمع أحد معاونيه بذلك حاول طمأنته بأنَّ الملثمين بعيدون عن الأندلس، فقال له المتضد: «هو والله الذي أتوقع وأخشاه، وإن طالت بك حياة فستراه، اكتب إلى عاملنا على الجزيرة الخضراء باحتراس جبل طارق حتى يأتيه أمري». إضافةً إلى ذلك، هددت مملكة قشتالة دولة المعتضد في أيامه الأخيرة، فقامت بغزو بلاده في عام 455 هـ (1063م)، إلا إنَّ المعتضد اتجه إلى عقد الصلح معه مقابل جزية يدفعها له.
تخوَّف المأمون بن ذي النون حاكم طليطلة من توسُّع مملكة المعتضد، فحاول عقد حلفٍ مع صهره عبد الملك بن عبد العزيز المظفر صاحب بلنسية، إلا إنَّه رفض، فتحالف مع ملك قشتالة فرديناند الأول، واستوليا معاً على بلنسية في عام 457 هـ (1065م). إلا إنَّ وفاة فرديناند تسبَّبت بإيقاف خطة المأمون في الهجوم على بني عباد، وقد استمرَّ الصراع بين أولاده على حكم المملكة حتى وفاة المعتضد.

## تمرد ابنه إسماعيل
في عام 449 هـ أو 450 هـ، أمر المعتضد ابنه إسماعيل بالتوجه إلى مدينة الزهراء (التابعة لقرطبة) والاستيلاء عليها، إلا إنَّ إسماعيل تخوف لصغر حجم الجيش وقوة تحصينات المدينة، وتذمر لأن والده كان يحمّله دائماً مسؤوليات كبيرة يواجه صعوبة بتحقيقها، وكان في إشبيلية آنذاك رجل يدعى أبا عبد الله البِزِلياني، أراد حيازة منصبٍ في الدولة، فاستغل الخلاف بين إسماعيل والمعتضد ليحرِّض إسماعيل على الثورة على أبيه، والاستقلال بإحدى مدنه. واقتنع إسماعيل، فقاد الجيش، ثم بعد مسيرة يومين من إشبيلية توقَّف وقال أن والده استدعاه لأمرٍ طارئ، وأخذ معه البزلياني و30 فارساً توجه صوب المدينة، وكان والده المعتضد آنذاك قد خرج إلى حصن الزاهر على الضفة الأخرى من نهر الوادي الكبير، فاستولى على قلعة إشبيلية، وأغرق زوارق النهر لكي لا يُبلِغ أحد أباه بالأخبار، ثم سارع بالتوجه جنوباً إلى الجزيرة الخضراء. إلا إنَّ أحد فرسانه رفض الأمر، فسبح بالنهر ووصل إلى المعتضد، وأبلغه بما حصل، ووجه المعتضد على الفور الأوامر إلى كل قادة الحصون بعدم السماح لإسماعيل بالدخول، فوجد هذا جميع الحصون مغلقةً في وجهه. عندما آلت الحال إلى هذا، لجأ إسماعيل إلى حماية حسداي قائد أحد حصون شذونة، فوافق على استضافته، ثم راسل والده من هناك وسأله العفو وأظهر ندمه، وطلب العودة إلى طاعته، ووافق المعتضد على اعتذار ابنه. لكن إسماعيل توقع أن والده سيحاول الانتقام من فعلته عندما يعود إلى إشبيلية، فجمع بعض حرسه وحاول التسلل إلى القصر لقتل والده ليلاً، إلا إنَّ المعتضد توقع ذلك أيضاً، فجاء بفرقةٍ من حرسه وخرج، وعثر على إسماعيل، وعندما رآه يحاول التسلل اشتدَّ به الغضب، فأمر بأسر ابنه وقتله. ورغم ذلك، فقد ندم المعتضد كثيراً على فعلته فيما بعد، وحزن على مقتل إسماعيل.

## وفاته
أصيب المعتضد بذبحة صدرية في آخر أيامه، حيث شكا في أحد الأيام من ألمٍ في رأسه، أصابه بعده نزيف، وأراد الطبيب فصده، إلا إنَّ المعتضد رفض، وطلب الانتظار إلى الغد. إلا إنَّ النزيف ازداد حدة، فتوفي أبو عمرو عبَّاد المعتضد في 12 من شهر ذي الحجة عام 461 هـ، الموافق 22 من سبتمبر عام 1069م. وترك وراءه مملكة قوية، خلفه في حكمها ابنه محمد المعتمد على الله.

## كتب
- علي محمد، الصلابي (2007). دولة المرابطين. دار ابن الجوزي، القاهرة - مصر. ISBN:622-2-011500-86-5. {{استشهاد بكتاب}}: تأكد من صحة |isbn= القيمة: بادئة غير صالحة (مساعدة)
- شوقي، أبو خليل (1979). الزلاقة: بقيادة يوسف بن تاشفين. دار الفكر، دمشق - سوريا.
- علي، أدهم (2000). المعتمد بن عبَّاد. الإدارة العامة للثقافة، وزارة الثقافة والإرشاد القومي، القاهرة - مصر.
- محمد عبد الله، عنان (1997). دولة الإسلام في الأندلس، العصر الثاني: دول الطوائف منذ قيامها حتى الفتح المرابطي، الكتاب الأول: قرطبة ودول الطوائف في الأندلس الغربية والوسطى. الفصل الثانى بنو عباد ومملكة إشبيلية. مكتبة الخانجى، الهيئة المصرية العامة للكتاب، القاهرة - مصر. {{استشهاد بكتاب}}: روابط خارجية في |عنوان= (مساعدة)

| سبقه أبو القاسم بن عباد | حاكم طائفة إشبيلية 433 - 461 هـ 1042 – 1069 | تبعه المعتمد بن عباد |